# For No One
For No One is een lied uit 1966 van het album Revolver van The Beatles. Schrijvers zijn officieel John Lennon en Paul McCartney, maar het lied is voornamelijk door McCartney geschreven.

## Achtergrond
In maart 1966 was McCartney op wintersportvakantie in Zwitserland met zijn toenmalige vriendin Jane Asher. McCartney herinnert zich dat hij For No One schreef op de badkamer van het chalet waarin ze logeerden. Volgens hem gaat het over een ruzie die hij had met Jane: "I suspect it was about another argument. I don't have easy relationships with women, I never have. I talk too much truth".

## Opnamen
For No One werd opgenomen in de Abbey Road Studios in Londen op 9, 16 en 19 mei 1966 tijdens de sessies voor het album Revolver. Op 9 mei waren Paul McCartney en Ringo Starr in de studio aanwezig om eraan te werken. Die dag namen ze tien takes van het nummer op. McCartney speelde piano en Starr de drums. Aan de tiende take werd door McCartney een klavichord toegevoegd en door Starr bekkens en maraca's.
Op 16 mei werd de zangpartij van McCartney opgenomen. Deze werd op 45 toeren opgenomen en op 47½ toeren afgespeeld, zodat McCartney's stem sneller en hoger klonk.
McCartney was nog niet tevreden met de opname van For No One en wilde nog een extra instrument toevoegen. Hij vond het geluid van een hoorn goed passen bij het nummer en vroeg aan producer George Martin of dit mogelijk was. Op 19 mei werd Alan Civil, de solohoornist van de New Philharmonia, naar de Abbey Road Studios gehaald. Martin vroeg aan McCartney wat hij wilde dat Civil speelde. Daarop zong McCartney de melodie voor en Martin noteerde dit. De hoogste noot van de hoornsolo die McCartney wilde, viel buiten het bereik van de hoorn. Martin en McCartney waren zich hiervan bewust, maar besloten het zo te laten, omdat volgens Martin goede spelers hoger kunnen gaan dan het bereik van hun instrument. Civil zelf had moeite zijn toon zuiver te houden tussen de majeurtoonsoorten B en Bes. Dit kwam door het afspelen van de opname van McCartney's stem met 47½ in plaats van 45 toeren. Zijn hoornsolo wordt algemeen bewonderd als een onmisbare verrijking van het lied, al is er geen verband met de liedtekst.

## Gebruik in de media
- Een instrumentale versie was midden jaren 80 in een speelgoedreclame te horen.

## Credits
- Paul McCartney - piano, klavichord, basgitaar
- Ringo Starr - drums, bekkens, maracas
- Alan Civil - hoorn.

## NPO Radio 2 Top 2000
| Nummer met noteringen in de NPO Radio 2 Top 2000 | '05  | '06 | '07 | '08  | '09 | '10 | '11 | '12 | '13 | '14  | '15  | '16  | '17  | '18  | '19  | '20-'23 | '24  |
| ------------------------------------------------ | ---- | --- | --- | ---- | --- | --- | --- | --- | --- | ---- | ---- | ---- | ---- | ---- | ---- | ------- | ---- |
| For No One                                       | 1161 | 698 | 596 | 1052 | 789 | 875 | 932 | 988 | 871 | 1283 | 1193 | 1501 | 1493 | 1834 | 1794 | -       | 1983 |

1. ↑  Een '-' betekent dat het nummer niet was genoteerd en een vetgedrukt getal geeft de hoogste notering aan.
2. ↑  2005 was het eerste jaar met een notering voor dit nummer.